# Pseudonotoxus vicinus
Pseudonotoxus vicinus es una especie de coleóptero de la familia Anthicidae.

## Distribución geográfica
Habita en el Congo.